# Lega C 2014 (football americano)
La Lega C 2014 è stata la 9ª edizione del campionato di football americano di terzo livello, organizzato dalla SAFV.

## Squadre partecipanti
| Club                | Città     | Stadio | Sponsor ufficiale | Risultato nella stagione 2013 |
| ------------------- | --------- | ------ | ----------------- | ----------------------------- |
| Calanda Broncos II  | Coira     |        |                   | Secondo posto in Lega C       |
| La Côte Centurions  | Gland     |        |                   | -                             |
| Midland Bouncers    | Zugo      |        |                   | Terzo posto in Lega C         |
| Neuchâtel Knights   | Neuchâtel |        |                   | Quarto posto in Lega C        |
| Schaffhausen Sharks | Sciaffusa |        |                   | -                             |
| Sankt Gallen Bears  | San Gallo |        |                   | -                             |

## Stagione regolare

### Calendario

#### 1ª giornata
| Zugo 29 marzo 2014, ore 18:00 CEST | Midland Bouncers | 21 – 0 | Calanda Broncos II | Riedmatt |

| Abtwil 29 marzo 2014, ore 19:00 CEST | Sankt Gallen Bears | 7 – 31 | La Côte Centurions | Sportplatz Spiserwies |

| Neuchâtel 30 marzo 2014, ore 14:00 CEST | Neuchâtel Knights | 19 – 6 | Schaffhausen Sharks | Terrain du Chanet |

#### 2ª giornata
| Sciaffusa 5 aprile 2014, ore 16:00 CEST | Schaffhausen Sharks | 6 – 9 | Calanda Broncos II |  |

| Abtwil 5 aprile 2014, ore 18:00 CEST | Sankt Gallen Bears | 0 – 25 | Midland Bouncers | Sportplatz Spiserwies |

| Gland 6 aprile 2014, ore 14:00 CEST | La Côte Centurions | 17 – 0 | Neuchâtel Knights | Terrain des Perrerets |

#### 3ª giornata
| Sciaffusa 12 aprile 2014, ore 16:00 CEST | Schaffhausen Sharks | 0 – 43 | Midland Bouncers |  |

| Neuchâtel 13 aprile 2014, ore 14:00 CEST | Neuchâtel Knights | 40 – 0 | Sankt Gallen Bears | Terrain du Chanet |

#### 4ª giornata
| Gland 21 aprile 2014, ore 14:00 CEST | La Côte Centurions | 26 – 18 | Calanda Broncos II | Terrain des Perrerets |

#### 5ª giornata
| Sciaffusa 26 aprile 2014, ore 16:00 CEST | Schaffhausen Sharks | 20 – 12 | Sankt Gallen Bears |  |

| Zugo 26 aprile 2014, ore 18:00 CEST | Midland Bouncers | 36 – 34 | La Côte Centurions | Riedmatt |

#### 6ª giornata
| Coira 3 maggio 2014, ore 18:00 CEST | Calanda Broncos II | 14 – 24 | Sankt Gallen Bears | Stadion Ringstrasse |

| Zugo 4 maggio 2014, ore 14:00 CEST | Midland Bouncers | 34 – 13 | Neuchâtel Knights | Riedmatt |

| Gland 4 maggio 2014, ore 14:00 CEST | La Côte Centurions | 44 – 12 | Schaffhausen Sharks | Terrain des Perrerets |

#### 7ª giornata
| Coira 11 maggio 2014, ore 14:00 CEST | Calanda Broncos II | 12 – 18 | Neuchâtel Knights | Stadion Ringstrasse |

#### 8ª giornata
| Abtwil 17 maggio 2014, ore 18:00 CEST | Sankt Gallen Bears | 26 – 20 | Schaffhausen Sharks | Sportplatz Spiserwies |

| Coira 17 maggio 2014, ore 18:00 CEST | Calanda Broncos II | 0 – 25 | La Côte Centurions | Stadion Ringstrasse |

| Neuchâtel 18 maggio 2014, ore 14:00 CEST | Neuchâtel Knights | 0 – 27 | Midland Bouncers | Terrain du Chanet |

#### 9ª giornata
| Coira 24 maggio 2014, ore 18:00 CEST | Calanda Broncos II | 0 – 8 | Schaffhausen Sharks | Stadion Ringstrasse |

| Abtwil 24 maggio 2014, ore 19:00 CEST | Sankt Gallen Bears | 20 – 29 | Neuchâtel Knights | Sportplatz Spiserwies |

| Gland 25 maggio 2014, ore 14:00 CEST | La Côte Centurions | 21 – 24 | Midland Bouncers | Terrain des Perrerets |

#### 10ª giornata
| Zugo 31 maggio 2014, ore 18:00 CEST | Midland Bouncers | 35 – 14 | Sankt Gallen Bears | Riedmatt |

| Sciaffusa 31 maggio 2014, ore 18:00 CEST | Schaffhausen Sharks | 0 – 28 | La Côte Centurions |  |

| Neuchâtel 1º giugno 2014, ore 14:00 CEST | Neuchâtel Knights | 30 – 7 | Calanda Broncos II | Terrain du Chanet |

#### 11ª giornata
| Coira 14 giugno 2014, ore 18:00 CEST | Calanda Broncos II | 6 – 16 | Midland Bouncers | Stadion Ringstrasse |

| Sciaffusa 15 giugno 2014, ore 14:00 CEST | Schaffhausen Sharks | 8 – 27 | Neuchâtel Knights |  |

| Gland 15 giugno 2014, ore 14:00 CEST | La Côte Centurions | 50 – 0 (a tavolino) | Sankt Gallen Bears | Terrain des Perrerets |

#### 12ª giornata
| Zugo 21 giugno 2014, ore 18:00 CEST | Midland Bouncers | 45 – 0 | Schaffhausen Sharks | Riedmatt |

| Abtwil 22 giugno 2014, ore 14:00 CEST | Sankt Gallen Bears | - – - (annullata) | Calanda Broncos II | Sportplatz Spiserwies |

| Neuchâtel 22 giugno 2014, ore 14:00 CEST | Neuchâtel Knights | 6 – 21 | La Côte Centurions | Terrain du Chanet |

### Classifica
La classifica della regular season è la seguente:
- PCT = percentuale di vittorie, G = partite giocate, V = partite vinte, P = partite perse, PF = punti fatti, PS = punti subiti
- La prima classificata sfida l'ultima della Lega B per la partecipazione alla Lega B 2015 (verde)

| Pos. | Squadra             | PCT   | G  | V  | P | PF  | PS  |
| ---- | ------------------- | ----- | -- | -- | - | --- | --- |
| 1    | Midland Bouncers    | 1.000 | 10 | 10 | 0 | 306 | 88  |
| 2    | La Côte Centurions  | .800  | 10 | 8  | 2 | 297 | 103 |
| 3    | Neuchâtel Knights   | .600  | 10 | 6  | 4 | 182 | 152 |
| 4    | Schaffhausen Sharks | .200  | 10 | 2  | 8 | 80  | 253 |
| 5    | Sankt Gallen Bears  | .222  | 9  | 2  | 7 | 103 | 264 |
| 6    | Calanda Broncos II  | .111  | 9  | 1  | 8 | 66  | 174 |

## Playoff
| Zugo 5 luglio 2014, ore 18:00 CEST | Midland Bouncers | 36 – 0 | Basel Meanmachine | Riedmatt |

## Verdetti
- Midland Bouncers promossi in Lega B 2015